# Metacatharsius peleus
Metacatharsius peleus là một loài bọ cánh cứng trong họ Bọ hung (Scarabaeidae).